# Lukáš Rosol
Lukáš Rosol (ur. 24 lipca 1985 w Brnie) – czeski tenisista, zdobywca Pucharu Davisa (2012), olimpijczyk z Rio de Janeiro (2016).

## Kariera tenisowa
Zawodowy tenisista w latach 2004–2024.
W zawodach kategorii ATP Tour w grze pojedynczej Czech, pod koniec kwietnia 2013 roku, zwyciężył w Bukareszcie, pokonując w finale Guillerma Garcíę Lópeza. Rok później Rosol awansował w tym turnieju do finału, przegrywając z Grigorem Dimitrowem. W lipcu 2014 roku osiągnął finał w Stuttgarcie, ale poniósł porażkę z Robertem Bautistą-Agutem. Kolejny singlowy tytuł Czech wywalczył pod koniec sierpnia 2014 roku w Winston-Salem, gdzie w finale pokonał Jerzego Janowicza, przeciwko któremu obronił dwie piłki meczowe.
W rozgrywkach deblowych, w styczniu 2012 roku wygrał imprezę rangi ATP Tour w Ad-Dausze, partnerując Filipowi Poláškowi. W finale pokonali Niemców Christophera Kasa i Philippa Kohlschreibera. Drugi deblowy tytuł Rosol wywalczył w październiku 2013 roku w Wiedniu, gdzie tworzył parę z Florinem Mergeą. Pod koniec lipca 2014 roku Rosol zatriumfował razem z Františkiem Čermákiem w Umagu.
We wrześniu 2011 roku Rosol zadebiutował w reprezentacji Czech w Pucharze Davisa w barażach o utrzymanie w grupie światowej przeciwko Rumunii. Czesi wygrali rywalizację 5:0, a Rosol zdobył punkt po zwycięstwie z Mariusem Copilem. W 2012 roku brał udział w zwycięskiej dla reprezentacji edycji zawodów. Uczestniczył w spotkaniach przeciwko Włochom i Serbii, choć zgłoszony był także do pozostałych rywalizacji.
W 2016 zagrał na igrzyskach olimpijskich w Rio de Janeiro przegrywając w 1 rundach gry pojedynczej i podwójnej.
W rankingu gry pojedynczej Rosol najwyżej był na 26. miejscu (22 września 2014), a w klasyfikacji gry podwójnej na 37. pozycji (13 października 2014).

### Finały w turniejach ATP World Tour
| Legenda                                      |
| -------------------------------------------- |
| Wielki Szlem                                 |
| Igrzyska olimpijskie                         |
| Tennis Masters Cup / ATP Finals              |
| ATP Masters Series / ATP Tour Masters 1000   |
| ATP International Series Gold / ATP Tour 500 |
| ATP International Series / ATP Tour 250      |

#### Gra pojedyncza (2–2)
| Końcowy wynik | Nr | Data             | Turniej       | Nawierzchnia | Przeciwnik             | Wynik finału     |
| ------------- | -- | ---------------- | ------------- | ------------ | ---------------------- | ---------------- |
| Zwycięzca     | 1. | 28 kwietnia 2013 | Bukareszt     | Ceglana      | Guillermo García-López | 6:3, 6:2         |
| Finalista     | 1. | 27 kwietnia 2014 | Bukareszt     | Ceglana      | Grigor Dimitrow        | 6:7(2), 1:6      |
| Finalista     | 2. | 13 lipca 2014    | Stuttgart     | Ceglana      | Roberto Bautista-Agut  | 3:6, 6:4, 2:6    |
| Zwycięzca     | 2. | 23 sierpnia 2014 | Winston-Salem | Twarda       | Jerzy Janowicz         | 3:6, 7:6(3), 7:5 |

#### Gra podwójna (3–0)
| Końcowy wynik | Nr | Data                 | Turniej  | Nawierzchnia  | Partner          | Przeciwnicy                           | Wynik finału |
| ------------- | -- | -------------------- | -------- | ------------- | ---------------- | ------------------------------------- | ------------ |
| Zwycięzca     | 1. | 6 stycznia 2013      | Ad-Dauha | Twarda        | Filip Polášek    | Christopher Kas Philipp Kohlschreiber | 6:3, 6:4     |
| Zwycięzca     | 2. | 20 października 2013 | Wiedeń   | Twarda (hala) | Florin Mergea    | Julian Knowle Daniel Nestor           | 7:5, 6:4     |
| Zwycięzca     | 3. | 27 lipca 2014        | Umag     | Ceglana       | František Čermák | Dušan Lajović Franko Škugor           | 6:4, 7:6(5)  |